# Lee Min-ji
Lee Min-ji (kor. 이민지; * 14. April 1995) ist eine südkoreanische Badmintonspielerin. 

## Karriere
Lee startete 2012 und 2013 bei den Badminton-Juniorenweltmeisterschaften und den Juniorenasienmeisterschaften. Bei der WM 2012 gewann sie dabei Bronze im Damendoppel. Bei den Iceland International 2012 wurde sie ebenfalls Dritte im Doppel. 2012 war sie auch beim Malaysian Juniors erfolgreich. Weitere Starts folgten bei den Thailand Open 2013, der Korea Open Super Series 2013 und dem Korea Open Grand Prix 2013.